# ال دنیلسون
ال دنیلسون (انگلیسی: Alx Danielsson؛ زادهٔ ۱ آوریل ۱۹۸۱) راننده خودروی مسابقه‌ای اهل سوئد است. او قهرمان سال ۲۰۰۶ مسابقات فرمول رنو سری ۳.۵ شده‌است.